# Melcher Alexis Seymer

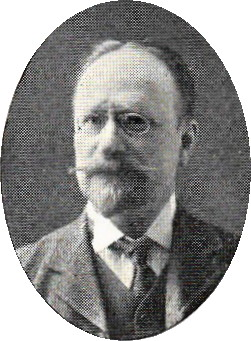
Melcher Seymer.

Melcher Alexis Seymer, född 6 augusti 1849 i Stockholm, död 1931 i Stockholm, var en svensk grosshandlare. Han var far till tonsättaren William Seymer.

## Biografi
Seymer var kontorsanställd i Liverpool 1872–1879 och innehade därefter en agentur för spannmål i Stockholm. Efter 1889 var han svensk representant för privatbanken ”Hamburger Banco”, grundat 1798 av bankiren och köpmannen Conrad Hinrich Donner i Hamburg. Från och med 1904 var Seymer ledamot i Stockholms skiljenämnd för spannmålshandel.
Seymer var gift med Jane Sofia Johansson (född 1865). Paret hade två barn, John William (född 1890) och Maude Hilda (född 1898). Seymer fann sin sista vila på Norra begravningsplatsen där han gravsattes den 21 augusti 1931 i familjegraven.